# 荒尾市立荒尾第四中学校
荒尾市立荒尾第四中学校（あらおしりつ あらおだいよんちゅうがっこう）は、熊本県荒尾市野原にある公立中学校。

## 概要
荒尾海陽中学校の開校（2010年4月1日に荒尾第一中学校と荒尾第二中学校を統合）により、繰り上げで荒尾第二中学校になるのではとの議論が交わされたが当初のままとなっている。また荒尾第三中学校との合併が予定されており数年以内に校舎の立て替えが予定されている。
2018年の夏には各教室へのエアコン設置や、蛍光灯からLED照明への交換がされた。
2019年の夏には各教室に電子黒板が設置された。

## 沿革
https://jh.higo.ed.jp/arao4/wysiwyg/file/download/15/1を参照（当学校ホームページより）。

## 学区
- 荒尾市立八幡小学校
- 荒尾市立府本小学校
- 荒尾市立桜山小学校
- 荒尾市立清里小学校（※高浜地区のみ）

## 校訓
「燦たり四中」
・強い意志
・豊かな心
・確かな学力

## 部活動

### 運動部
- 野球部
- 陸上部
- 柔道部
- バスケットボール部
- 女子バレー部
- サッカー部
- ソフトテニス部
- バドミントン部

### 文化部
- 吹奏楽部
- 美術部

## 委員会
- 図書委員会
- 保健委員会
- 体育委員会
- 給食委員会
- 放送委員会
- 学級委員会
- 生活委員会
- 安全委員会
- 環境委員会